# Arthur Ceuleers
Arthur Ceuleers (28 de febrer de 1916 - 5 d'agost de 1998) fou un futbolista belga.

## Selecció de Bèlgica
Va formar part de l'equip belga a la Copa del Món de 1938. Destacà al Beerschot VAC, amb qui guanyà la lliga el 1938 i 1939.